# Iordynka
Iordynka (ryska: Иордынка) är ett vattendrag i Belarus.   Det ligger i voblasten Vitsebsks voblast, i den nordöstra delen av landet, 250 km nordost om huvudstaden Minsk.
I omgivningarna runt Iordynka växer i huvudsak blandskog. Runt Iordynka är det glesbefolkat, med 10 invånare per kvadratkilometer.